# Курган (Сумський район)
Курга́н — село в Україні, у Лебединській міській громаді Сумського району Сумської області.
Село розташоване на правому березі у середній течії річки Псла, за 10 км від центру громади. Населення становить 638 осіб.

## Географія

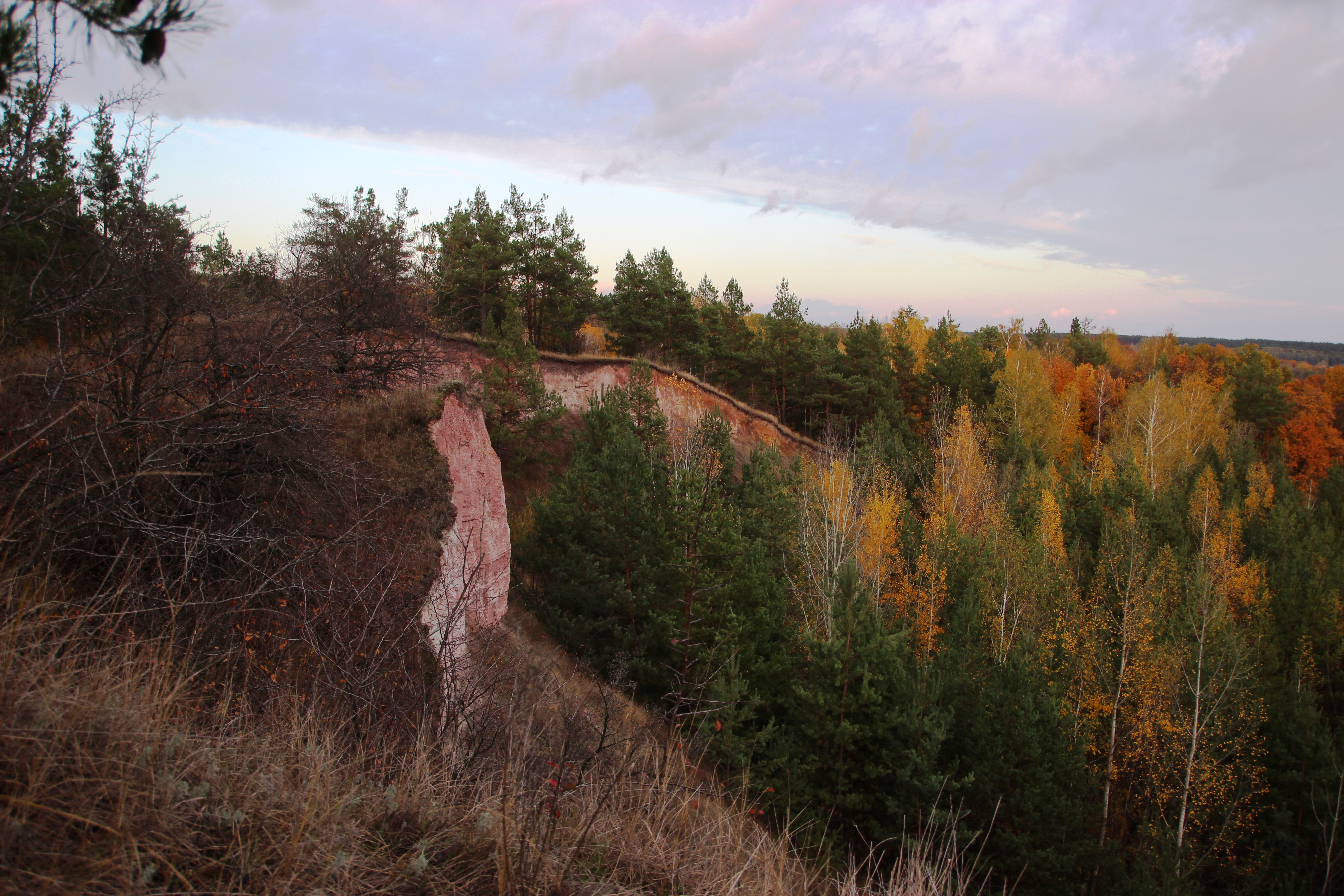
Відслоювання пісків, правий берег річки Псел

Село Курган знаходиться на правому березі річки Псел, вище за течією на відстані 3 км розташоване село Михайлівка, нижче за течією на відстані 1,5 км розташоване село Червлене, на протилежному березі — село Кулики. Річка в цьому місці звивиста, утворює лимани, стариці і заболочені озера.

## Назва
Село Курган до 1949 року називалося Курган — Озак. Така назва походить, як свідчать перекази, від куполоподібної гори Курган в центрі села та від Озачка — окраїни села, що знаходиться на відстані 5 кілометрів від села Михайлівка.
Жителі села із покоління в покоління передають легенду про походження назви Азак. Хан Асу (Асак) підійшов з ордою до поселення, що біля сучасного Озачка. Отаборився на місці сучасної Поляні (об'їздна дорога та вулиця, що примикає до неї в селі Курган), біля броду через річку Псел. Оточив поселення і став брати його штурмом. Захисники городища захищалися відчайдушно. Вони відбили навалу кочівників, самого князя вбили в бою. 3 того часу поселення і місцевість, де воно розташовувалось, стали називати Асак (Азак), а місцевість за дві версти від городища, де був табір кочівників — від слова «поле» — Полянь. Пізніше під горою виник Курган (тюркською мовою «Кур» — гора, а «хан» (ган) — велика).

## Історія

### Давні часи
Під час археологічних досліджень на початку 50-х років ленінградським археологом Ляпушкіним І. І. в районі сучасного села Курган було відкрито рештки двох поселень. Одне з них належить до київської культури середини І тис. н. е.(рання залізна доба), інше періоду раннього середньовіччя (VIII — Х ст.) Поселення ранньої залізної доби належить до періоду, коли на нашій території проживали племена, яких візантійські історики називали антами. Вони мали житла з численними ямами — льохами, господарськими наземними спорудами і вогнищами, розміщеними на значній відстані одне від одного. Ці житла були наземні або заглиблені напівземлянки. Їхні стіни зводилися на дерев'яному каркасі з лози або пластин, дах підтримувався стовпом, що стояв посередині. Ззовні насипався шар глини, щоб хата не підтікала. Долівки були земляні, іноді підмазувалися глиною (на свята) і вкривалися, як правило, очеретом.
У VIII — Х ст. на території с. Курган мешкали східнослов'янські племена сіверян. Поселення знаходилось на горі, над річкою Псел. На цьому місці знаходиться історична пам'ятка площею 15 га, із часів існування поселення тут залишилися великі кам'яні плити. Азацьке поселення мало дуже вигідне й зручне положення: знаходилося на правому березі річки Псел, на горі. Із заходу обнесене ровом та насипом на якому стояв високий частокіл із колод. Частокіл мав ворота, через які виходили і виїжджали з поселення, ганяли худобу на пасовище. З північної та південної сторони схил спускався в яри, а східний схил круто опускався до Псла. Таке розташування поселення пояснюється тим, що наша територія в VIII—X століттях була порубіжжям із Полем, у якому кочували дикі орди печенігів. Часті напади кочівників змушували наших предків бути готовими в будь — який час відбити напад. Основним заняття наших предків було землеробство. Вирощували злакові. Розводили худобу. Ця місцевість була багата на дичину, рибу. Жителі поселення займались мисливством, рибальством, бортництвом. Про це свідчать знахідки археологів: землеробські знаряддя праці, зброя, прикраси, зерна пшениці, ячменю, проса.
Азацьке поселення, як і Троїцьке, зникло у Х столітті внаслідок нападу кочівників, імовірно, печенігів. Житла були спалені, а населення перебите (останки людей знайдені в багатьох помешканнях).

### Новий час
Землі навколо села Курган належали панові Олексію Кошенбару. Він збудував горілчаний завод, а на своїх землях вирощував культури, необхідні для виробництва горілки (пшеницю, ячмінь, жито) та займався садівництвом.
У тому місці, яке курганці називають «панське», стояв красивий дерев'яний будинок, збудований за проектом німецького архітектора. Він мав два входи та велику скляну веранду. У 30-ті роки в ньому розміщувався дитячий будинок для безпритульних, а перед Великою Вітчизняною війною був перенесений для будівництва контори місцевого колгоспу.
Помістя потопало у квітучому садку. Олексій Кошенбар постійно поповнював його декоративними деревами, які гармонійно вписувалися в природний ландшафт села Курган. Біля будинку були розбиті квітники та прокладені доріжки. Проти маєтку був красивий ставок. І до сьогодні тут сільські хлопчаки інколи вудять рибу.
Помістя обслуговувала прислуга, яка готувала обіди, прибирала будинок. Після 1861 року землю роздав селянам, а скоро і завод збанкрутів, землю, яка залишилася змушений був віддати за борги.
Після смерті старого пана, у селі господарювали його два сини Петро та Олексій Кошенбари, Петро наприкінці 20-х років помер у селі і похоронений тут же.
За переказами в одну із дівчат, які працювали в будинку, — Варю закохався син Петро. Варя розуміла, що вона нерівня йому, тому не могла відповісти взаємністю. Але молодий панич не здавався у своєму намаганні прихилити до себе молоду дівчину. Коли вона зрозуміла, що Петро не відступиться, вирішила покинути село: зібрала нехитрі пожитки і таємно вирушила на залізничну станцію.
Довідавшись про це, Петро наказав кучерові запрягати коней і щодуху гнати за нею… Мабуть це переконало Варю і вона дала згоду вийти заміж за панича. Стара Кошенбариха не могла з цим змиритися і відмовилась від сина, залишивши його без підтримки. Петро і Варя разом ділили радість і біду, ростили дітей. Коли прийшли тяжкі часи громадянської війни, не один раз ризикуючи життям Варя переховувала Петра від банд, які вихором проносилися через Курган. Біля лісу, у стороні від старої дороги на Лебедин, знаходилася дача московського фінансиста Чупрова. Крім дачного будинку, там були приміщення для прислуги та ферма, на якій вирощували велику рогату худобу. Відпочивати на дачу приїжджали гості із Москви. Славилася дача своїм чистим лісовим повітрям та цілющою водою, яка, напевно, і приваблювала дачників. Тут була пробита свердловина, із якої постійно текла вода.
Місцеві селяни із задоволенням продавали продукти на дачу, за які добре платили.
У селі Плетнів що знаходиться за 1,5 км від Кургана, жила пані. Її називали Плетньовша. Вона володіла землями навколо села. Село налічувало до п'ятдесяти дворів. Після ліквідації кріпосного права, вона продала свої землі багатому селянинові Ковальову, який ходив одягнутий у сіряк та підперезувався солом'яним поясом. Він побудував велику клуню для зберігання зерна, наймав селян.
Після реформи 1861 року більш забезпечені селяни стали вільними, отримали землі. А 1883 року, коли кріпосних селян не залишилося, весною був проведений переділ землі. Сім'я, у якої не було чоловіка, а хоча й був та «незаконнонароджений», землі не одержувала. Не одержували землі й ті, які прийшли в Курган з других сільських общин чи міст, як наприклад, Манченко й Мальований. Ці іногородні одержали право поселитися під горою, де можна було поставити лише невеличку глинобитну хатку. Вони не мали «польової» землі (за межами села), не мали й права випасати свою корову на випасі сільської общини.
З розвитком капіталізму, особливо після Столипінської реформи 1907 року малоземельні селяни розорювалися: і створювався великий резерв робочої сили. Основна частина селян залишилася жити в с. Курган, ті, хто отримав землі, переселилися на хутори: Плетнів, Олександрівка та Лозова. Ці селяни з часом стали заможними. Вони доклали чимало зусиль, щоб підняти продуктивність земель. Працювали і старі, і малі від світанку до пізнього вечора. Особливо слідкували, щоб земля отримувала добрива, дотримувалися агротехніки обробітку землі, яку виробили діди — прадіди віками, бо знали, що земля — годувальниця.
Розвивалися промисли. У селі було три млини: два вітряки і один водяний, які обслуговували курганців та жителів навколишніх сіл. У селі були ковалі, теслярі, бондарі; зимовими вечорами, йдучи від хати до хати, шили взуття чоботарі. Працював у селі і цегельний завод (курганська земля здавна славилася якісною глиною, з якої випалювали глину). Але ті, у кого не було землі, йшли в міста, наймалися на фабрики та заводи. Деяка частина бідноти лишалася без роботи і змушена була переселитися в Сибір та на Далекий Схід. Найбільше переселенців було в 1908 році.
До початку XX ст. село мало дві церкви. У 1903 році замість двох дерев'яних церков побудовано одну цегляну, яка й досі стоїть у центрі села і є його окрасою. Селяни були заможні і могли зібрати кошти на будівництво такої споруди. Допомагали віруючі і інших губерній. Для такого будівництва і було відкрито цегельний завод, який іще довго забезпечував навколишні села цеглою. Її назвали Архангело — Михайлівською.

### Радянські часи
Після перемоги Лютневої революції в Петрограді, в Україні утворюється орган влади Центральна Рада. Царські чиновники були замінені комісарами Центральної Ради, але курганці значних змін не відчули.
Встановлення влади більшовиками курганці сприйняли неоднозначно.
У селі було створено комітет бідноти, який провів переділ землі, конфіскувавши її у пана, церкви та куркулів, провели конфіскацію майна та грошей у церкви, на хвилі революційного «ентузіазму» було зруйновано і спалено дачу московського фінансиста Чупрова.
Політику більшовиків одна частина жителів села підтримала і співпрацювала з радами, інша — сприймала пасивно або чинила опір. Це був час громадянської війни: розібратися хто чого хотів у громадянській війні було неможливо. Влада за одну ніч у селі могла помінятися кілька разів. Ті, хто приходили, проводили обшуки, реквізиції на користь армії, забирали чоловіків до війська. Найбільше захожих цікавили хліб та коні. Селяни рятувалися від небажаних відвідувачів у діброві.
Після встановлення радянської влади у селі ще довго селяни жили одноосібно, працюючи на своїй землі. А в 1929 році в селі проходить колективізація. Утворюється артіль (СОЗ). У 1930 році артіль села Курган носила назву «Червоний день», а в 1931 р. в селі вже було дві артілі: в Кургані та Озаці (ім. Хрущова).
А в 1960 в селі Кулики (3 км від Кургана) побудована качкоферма. Вона забезпечувала м'ясом м. Москву. Працівники працювали в три зміни. Інкубаторна станція давала близько 1 млн каченят.
У 1963 році ці колгоспи об'єднали з колгоспом «Шістнадцятого партз'їзду» (с. Олександрівка) у колгосп «Перемога» землеробсько — тваринницького напрямку. Основні доходи господарство одержувало від рільництва та птахівництва. З підсобних галузей у колгоспі було 2 інкубатори, 2 пилорами, сад на 48 га, пасіка з 175 бджолосім'ями та майстерні слюсарна та плотницька, цегельний завод потужністю 1 млн штук цегли на рік.
Село росло, розвивалося. У 1970 році на кошти колгоспу «Перемога» було зведено новий корпус школи, де й сьогодні навчаються
діти.
У 1975 році колгосп «Перемога» об'єднали із колгоспом «1 Травня» (с. Червлене) в багатогалузеве господарство ім. Кірова.
Село отримало новий поштовх до розвитку: побудована дорога, яка зв'язала із Лебедином, тверде покриття вулиць села, відкрито філіал Лебединської швейної фабрики, розпочато будівництво торгового центру, добудовано столову та корпус для навчання молодших школярів у школі, активно велось житлове будівництво, розпочато газифікацію села.

### Часи незалежності
У 1996 році колгосп «Перемога» був реформований в агрофірму «Руно».
Завершилася газифікація села, до газової мережі були під'єднані дитсадок, школа, готель, ФАП, сільська рада, блакитне паливо отримали також жителі села.
За кошти господарства добудована дорога та проведено газопровід в село Олександрівку.
У нових умовах керівництво агрофірми «Руно» намагалося вирішити економічні та соціальні проблеми села. Але залишившись без підтримки держави у 2005 році господарство припинило своє існування.
12 червня 2020 року, відповідно до Розпорядження Кабінету Міністрів України № 723-р «Про визначення адміністративних центрів та затвердження територій територіальних громад Сумської області», увійшло до складу Лебединської міської територіальної громади.
19 липня 2020 року, після ліквідації Лебединського району, село увійшло до Сумського району.

### Сьогодення
На території села діє Будинок культури та бібліотека з книжковим фондом 5000 примірників, Курганський навчально-виховний комплекс: загальноосвітня школа І-ІІІ ступенів-дошкільний навчальний заклад, працює фельдшерсько — акушерський пункт.
Земельні ділянки, які надані жителям села для товарного сільськогосподарського виробництва, що надавались працівникам КСП та пенсіонерам із їх числа передані в оренду сільськогосподарським підприємствам. На території села знаходиться: ПП Племзавод «Олександрівка», ТОВ «Угроїдський цукровий завод», ТОВ «Михайловка» АФК, ТОВ «АХ», ФЕГ «Прометей», ФЕГ «Ткаченко М. Б.», ТОВ «Імпакт».

## Пам'ятки архітектури, історії та культури
На території села розташоване сіверянське городище VIII—X ст. Озак, яке у 1952—1954 роках досліджувала експедиція Ленінградського археологічного інституту під керівництвом І. Ляпушкіна. Пам'яткою архітектури кінця ХІХ — поч. XX ст. є церква Архістратига Михаїла.--Кобзар Михайло Іванович. 05:26, 19 березня 2012 (EET)

## Відомі люди
Тут народився кобзар Степан Топірець.